# Caedicia valida
Caedicia valida är en insektsart som först beskrevs av Walker, F. 1869.  Caedicia valida ingår i släktet Caedicia och familjen vårtbitare. Inga underarter finns listade i Catalogue of Life.